# Floriane André
Floriane André (* 30. Mai 2000 in Saint-Chamond) ist eine französische Handballspielerin.

## Karriere

### Im Verein
Floriane André spielte für Nantes Atlantique Handball. 2021 konnte sie mit Nantes die EHF European League gewinnen. Zur Saison 2024/25 wechselte sie zum französischen Erstligisten Brest Bretagne Handball.

### In Auswahlmannschaften
Im April 2022 gab sie ihr Debüt für die französische Nationalmannschaft gegen die Ukraine. Im November nahm sie an der Europameisterschaft 2022 teil und belegte dort den 4. Platz, nachdem sie im Spiel um Platz 3 an Montenegro scheiterten.